# Гай Петроний
Гай Петроний или Публий Петроний (на латински: Gaius Petronius; Publius Petronius; * 75 пр.н.е.; † след 20 пр.н.е.) е римски конник и третият префект на римската провинция Египет от 25/24 до 22/21 пр.н.е.

## Биография
Произлиза от фамилията Петронии. Вероятно е женен за Турпилия, роднина на поета Турпилий и има син Публий Петроний Турпилиан (монетен майстор).
През 53 пр.н.е. Петроний служи като военен трибун при Крас в боевете против партите. Той разказва после за последните часове на Крас.
През 25 пр.н.е. става управител след Елий Гал (26/25 – 25/24 пр.н.е.). Вероятно първо му е заместник, когато се намирал в поход до Арабия. Петроний провежда 24/23 пр.н.е. преброяване (цензус) заради данъците, при което египтяните от Александрия се бунтуват. Той почиства каналите на Нил, което прави Египет на зърнената камера на Рим. Подкрепя Ирод Велики и става приятел с него.
Петроний води война в Етиопия. Провежда два похода в Северен Судан против царството Куш, през 25/24 пр.н.е. и 22/21 пр.н.е. Ограбва град Напата. В Дендур (Tutzis, на 80 км от Асуан) в Етиопия той издига в чест на Изида от Филае (Isis Philae) малък храм, като не слага своето име, а това на Август. Храмът е от 1980 г. в Метрополитън музей в Ню Йорк.
Петроний се връща в Рим вероятно през 20 или 19 пр.н.е. и Август го награждава с наследнически земи (Petroniane ousia) в Египет и назначава синът му за Магистър на Монетния двор.

- Храмът от Дендур, построен от Петроний (сега в Метрополитън музей, Ню Йорк.)